# Rue Bodin
La rue Bodin est une rue du quartier des pentes de la Croix-Rousse dans le 1er arrondissement de Lyon, en France.

## Situation et accès
La rue débute place Bellevue, elle est traversée par la rue Grognard et ses escaliers des deux côtés de la voie, et se termine montée Saint-Sébastien en face de la place Colbert. La circulation se fait dans le sens inverse de la numérotation et à double-sens cyclable avec un stationnement des deux côtés.

## Origine du nom
Jacques Bodin est un conseiller municipal et négociant. Il est un des acquéreurs du couvent des Colinettes.

## Histoire
En 1825, Louis-Benoit Coillet, voyer de Lyon, trace un plan d’ouverture de voies pour plusieurs clos des pentesdont celui du clos Bodindans l'ancien couvent des Colinettes.
La rue est ouverte en 1828et reçoit le nom de Bodin le 18 juin 1829 par délibération du conseil municipal.

## Bâtiments remarquables
La rue est bordée d'immeubles de canuts.
Au n°2, l'immeuble permet de rejoindre le n°3 de la rue Mottet-de-Gérando. Il se distingue par un escalier sur plan carré et une rampe en fer forgé.
Au n°3, un escalier à mur noyau ajouré mène au n°4 de la rue Magneval.